# Icelus sekii
Icelus sekii is een straalvinnige vissensoort uit de familie van donderpadden (Cottidae). De wetenschappelijke naam van de soort is voor het eerst geldig gepubliceerd in 2006 door Tsuruoka, Munehara & Yabe.